# Ferrán Casarramona
Ferrán Casarramona en spansk amatörastronom.
Minor Planet Center listar honom som F. Casarramona och som upptäckare av 2 asteroider.

## Lista över upptäckta mindre planeter och asteroider
| 13260 Sabadell [A]                                     | 28 augusti 1998 |
| 44216 Olivercabasa                                     | 4 augusti 1998  |
| Upptäckt tillsammans med: A Antoni Vidal B Ester Vigil |                 |